# Julian Weigl
Julian Weigl (Bad Aibling, 8 de septiembre de 1995) es un futbolista alemán que juega como centrocampista en el Borussia Mönchengladbach de la Bundesliga.

## Trayectoria

### Clubes
Nació el 8 de septiembre de 1995 en el municipio de Bad Aibling y se formó en el T. S. V. 1860 Múnich. El 14 de febrero de 2014, realizó su debut con el primer equipo en un partido por la segunda división de Alemania. En su segunda temporada en el club fue nombrado capitán, con solo dieciocho años de edad. No obstante, Weigl y cuatro de sus compañeros fueron obligados a entrenar con el segundo equipo tras ser vistos en una fiesta, lo que causó la renuncia del jugador a la capitanía. En el verano de 2015, se unió al Borussia Dortmund, donde rápidamente se afianzó en el esquema titular y jugó treinta partidos de liga. En diciembre de 2016, extendió su contrato con la institución por dos años. Ganó la Copa de Alemania en 2017 y la Supercopa de Alemania en 2019.
El último día del año 2019 llegó al S. L. Benfica de Portugal, donde estuvo hasta septiembre de 2022, habiendo participado en ciento quince partidos. En 1 de septiembre vio anunciada su cesión al Borussia Mönchengladbach, volviendo a Alemania.

### Selección nacional
Entre 2013 y 2014 fue internacional con la selección alemana sub-19, con la que jugó cuatro partidos. Con la sub-20, marcó un gol en diez encuentros jugados y en 2015 participó en la Copa Mundial de Fútbol, en la que disputó tres partidos.
Realizó su debut con la selección absoluta el 29 de mayo de 2016, en un partido amistoso contra Eslovaquia que finalizó en una derrota por 3:1; Weigl entró desde el banco de suplentes al minuto 46 en lugar de Sami Khedira. El 31 de mayo el entrenador Joachim Löw lo incluyó en su lista de los veintitrés jugadores que disputarían la Eurocopa 2016 realizada en Francia. Weigl no jugó ningún encuentro a lo largo de la competición y su selección quedó eliminada en semifinales. Se perdió la Copa Confederaciones 2017 debido a una fractura de tobillo realizada en un encuentro entre el Borussia Dortmund y el F. C. Augsburgo, por la que estuvo cuatro meses inactivo.

#### Participaciones en Copas del Mundo
| Torneo                      | Sede          | Resultado        |
| --------------------------- | ------------- | ---------------- |
| Copa Mundial Sub-20 de 2015 | Nueva Zelanda | Cuartos de final |

#### Participaciones en Eurocopas
| Torneo        | Sede    | Resultado |
| ------------- | ------- | --------- |
| Eurocopa 2016 | Francia | Semifinal |

## Estadísticas

### Clubes
Actualizado al último partido disputado el 17 de mayo de 2025.
| Club                                | Div.          | Temporada     | Liga  | Liga  | Copas nacionales | Copas nacionales | Copas internacionales | Copas internacionales | Total | Total |
| Club                                | Div.          | Temporada     | Part. | Goles | Part.            | Goles            | Part.                 | Goles                 | Part. | Goles |
| ----------------------------------- | ------------- | ------------- | ----- | ----- | ---------------- | ---------------- | --------------------- | --------------------- | ----- | ----- |
| T. S. V. 1860 Múnich II · Alemania  | 4.ª           | 2013-14       | 23    | 0     | ―                | ―                | ―                     | ―                     | 23    | 0     |
| T. S. V. 1860 Múnich II · Alemania  | Total club    | Total club    | 23    | 0     | 0                | 0                | 0                     | 0                     | 23    | 0     |
| T. S. V. 1860 Múnich · Alemania     | 2.ª           | 2013-14       | 14    | 0     | 0                | 0                | ―                     | ―                     | 14    | 0     |
| T. S. V. 1860 Múnich · Alemania     | 2.ª           | 2014-15       | 24    | 0     | 1                | 0                | ―                     | ―                     | 25    | 0     |
| T. S. V. 1860 Múnich · Alemania     | Total club    | Total club    | 38    | 0     | 1                | 0                | 0                     | 0                     | 39    | 0     |
| Borussia Dortmund · Alemania        | 1.ª           | 2015-16       | 30    | 0     | 5                | 0                | 16                    | 0                     | 51    | 0     |
| Borussia Dortmund · Alemania        | 1.ª           | 2016-17       | 30    | 0     | 3                | 0                | 9                     | 1                     | 42    | 1     |
| Borussia Dortmund · Alemania        | 1.ª           | 2017-18       | 25    | 1     | 1                | 0                | 7                     | 0                     | 33    | 1     |
| Borussia Dortmund · Alemania        | 1.ª           | 2018-19       | 18    | 1     | 2                | 0                | 4                     | 0                     | 24    | 1     |
| Borussia Dortmund · Alemania        | 1.ª           | 2019-20       | 13    | 1     | 3                | 0                | 4                     | 0                     | 20    | 1     |
| Borussia Dortmund · Alemania        | Total club    | Total club    | 116   | 3     | 14               | 0                | 40                    | 1                     | 170   | 4     |
| S. L. Benfica Portugal              | 1.ª           | 2019-20       | 18    | 1     | 2                | 0                | 1                     | 0                     | 21    | 1     |
| S. L. Benfica Portugal              | 1.ª           | 2020-21       | 28    | 0     | 7                | 0                | 8                     | 1                     | 43    | 1     |
| S. L. Benfica Portugal              | 1.ª           | 2021-22       | 29    | 2     | 6                | 0                | 13                    | 1                     | 48    | 3     |
| S. L. Benfica Portugal              | 1.ª           | 2022-23       | 2     | 0     | ―                | ―                | 1                     | 0                     | 3     | 0     |
| S. L. Benfica Portugal              | Total club    | Total club    | 77    | 3     | 15               | 0                | 23                    | 2                     | 115   | 5     |
| Borussia Mönchengladbach · Alemania | 1.ª           | 2022-23       | 23    | 1     | 1                | 0                | ―                     | ―                     | 24    | 1     |
| Borussia Mönchengladbach · Alemania | 1.ª           | 2023-24       | 31    | 2     | 4                | 0                | ―                     | ―                     | 35    | 2     |
| Borussia Mönchengladbach · Alemania | 1.ª           | 2024-25       | 33    | 0     | 2                | 0                | ―                     | ―                     | 35    | 0     |
| Borussia Mönchengladbach · Alemania | Total club    | Total club    | 87    | 3     | 7                | 0                | 0                     | 0                     | 94    | 3     |
| Total carrera                       | Total carrera | Total carrera | 341   | 9     | 37               | 0                | 63                    | 3                     | 441   | 12    |
| 1. 2.                               |               |               |       |       |                  |                  |                       |                       |       |       |

### Selección nacional
La siguiente tabla detalla los encuentros disputados y los goles marcados por Weigl con la selección alemana.
| Sub-19 · Alemania | 2013  | 3  | 0 | 0 | - | - | - | - | - | - | - | - | - | 3  | 0 | 0 |
| Sub-19 · Alemania | 2014  | 0  | 0 | 0 | 1 | 0 | 0 | - | - | - | - | - | - | 1  | 0 | 0 |
| Sub-19 · Alemania | Total | 3  | 0 | 0 | 1 | 0 | 0 | 0 | 0 | 0 | 0 | 0 | 0 | 4  | 0 | 0 |
| Sub-20 · Alemania | 2014  | 2  | 1 | 0 | - | - | - | 4 | 0 | 0 | - | - | - | 6  | 1 | 0 |
| Sub-20 · Alemania | 2015  | 0  | 0 | 0 | - | - | - | 1 | 0 | 0 | 3 | 0 | 0 | 4  | 0 | 0 |
| Sub-20 · Alemania | Total | 2  | 1 | 0 | 0 | 0 | 0 | 5 | 0 | 0 | 3 | 0 | 0 | 10 | 1 | 0 |
| Sub-21 · Alemania | 2015  | 1  | 0 | 0 | 3 | 0 | 0 | - | - | - | - | - | - | 4  | 0 | 0 |
| Sub-21 · Alemania | 2016  | 0  | 0 | 0 | 1 | 0 | 0 | - | - | - | - | - | - | 1  | 0 | 0 |
| Sub-21 · Alemania | Total | 1  | 0 | 0 | 4 | 0 | 0 | 0 | 0 | 0 | 0 | 0 | 0 | 5  | 0 | 0 |
| Absoluta · Alemania | 2016  | 3  | 0 | 0 | 1 | 0 | 0 | 0 | 0 | 0 | - | - | - | 4  | 0 | 0 |
| Absoluta · Alemania | 2017  | 1  | 0 | 0 | - | - | - | - | - | - | - | - | - | 1  | 0 | 0 |
| Absoluta · Alemania | Total | 4  | 0 | 0 | 1 | 0 | 0 | 0 | 0 | 0 | 0 | 0 | 0 | 5  | 0 | 0 |
| Total | Total | 10 | 1 | 0 | 6 | 0 | 0 | 5 | 0 | 0 | 3 | 0 | 0 | 24 | 1 | 0 |
| (1) Incluye datos de clasificación europea y mundialista. (2) Incluye datos de la Liga Élite. (3) Incluye datos de la Copa Mundial Sub-20. |       |    |   |   |   |   |   |   |   |   |   |   |   |    |   |   |

### Resumen estadístico
| Competición           | Partidos | Goles | Asistencias | Promedio |
| --------------------- | -------- | ----- | ----------- | -------- |
| Liga                  | 195      | 4     | 2           | 0,02     |
| Copas nacionales      | 17       | 0     | 0           | 0,00     |
| Copas internacionales | 41       | 1     | 1           | 0,02     |
| Selección de Alemania | 5        | 0     | 0           | 0,00     |
| Selecciones juveniles | 19       | 1     | 0           | 0,05     |
| Total                 | 277      | 6     | 3           | 0,02     |

## Palmarés

### Campeonatos nacionales
| Título                | Club              | País     | Año     |
| --------------------- | ----------------- | -------- | ------- |
| Copa de Alemania      | Borussia Dortmund | Alemania | 2016-17 |
| Supercopa de Alemania | Borussia Dortmund | Alemania | 2019    |